# Georg Nemetschek (Bauingenieur)
Georg Heinz Nemetschek (* 5. Juni 1934 in Valtice, Tschechien) ist ein deutscher Bauingenieur,  Unternehmer und ehemaliger Hochschullehrer. Er gründete das Bausoftwareunternehmen Nemetschek SE und war Professor an der Fachhochschule München.

## Leben
Georg Nemetschek wurde 1934 in Feldsberg (heute Valtice) in der Region Mähren geboren. Seine Mutter flüchtete während des Krieges mit drei Kindern in den Westen. Nemetscheks Vater kam 1948 aus der Kriegsgefangenschaft zurück.
Nemetschek studierte Bauingenieurwesen an der Technischen Hochschule München. 1963 gründete er ein Bauingenieurbüro, das ab 1968 selbst entwickelte Programme zur Statikberechnung einsetzte und diese ab 1977 verkaufte. Daraus entwickelte sich ein Bausoftwareunternehmen. 1971 wurde er Professor an der Fachhochschule München und später Dekan des Fachbereichs Bauingenieurwesen und Stahlbau. Bis 1996 blieb er an der FH München.
Sein Unternehmen baute er zur Nemetschek AG aus. 1996 gründete er die „Professor Georg Nemetschek Stiftung“, die seiner ehemaligen Fakultät Bauingenieurwesen / Stahlbau u. a. die Gründung des iabi Instituts für angewandte Bauinformatik finanzierte. 2001 wechselte Nemetschek vom Vorstand in den Aufsichtsrat.
2007 gründete er die Nemetschek Stiftung zur Festigung demokratischer Grundwerte. Die Nemetschek Innovationsstiftung wurde 2020 von Georg Nemetschek gegründet und soll „Kompetenz und Exzellenz im Bauwesen in den Bereichen Forschung, Lehre, Innovation und akademisches Leben“ fördern. Es förderte das Georg Nemetschek Institut.
Er ist seit 2016 verwitwet und hat zwei Söhne.

## Vermögen
Nemetschek gehört zu den 500 reichsten Deutschen. Forbes schätzte 2024 das Vermögen von Georg Nemetschek und seiner Familie auf 4,7 Milliarden US-Dollar (4,3 Mrd. EUR).

## Ehrungen
- 1997: Konrad-Zuse-Medaille für Verdienste um die Informatik im Bauwesen
- 2001: Bundesverdienstkreuz am Bande
- 2024: Ehrensenator der Technischen Universität München[7]